# 嘉年華拂曉號
嘉年華拂曉號（英語：Carnival Sunrise），原名嘉年華凱旋號（英語：Carnival Triumph）是一艘命運級郵輪，由嘉年華郵輪營運。由於本船與三艘後續姊妹艦（嘉年華燦爛號、歌詩達幸運號與魔力號）皆為嘉年華陽光號的重新設計版本，因此嘉年華拂曉號時也被視為「凱旋級」郵輪的首艦。目前本船以美國佛羅里達州邁阿密為母港。
該船由芬坎蒂尼集團在義大利北部弗留利-威尼斯朱利亞大區的蒙法尔科内船廠建造，於1999年10月23日下水，並由嘉年華公司（Carnival Corporation）時任執行長（現任董事長）米奇·阿里森之妻瑪德琳·阿里森（Madeline Arison）擔任命名人。

## 設計
嘉年華拂曉號全長893英尺4英寸（272.3），船寬116英尺6英寸（35.5），在滿載狀態下的吃水深度為27英尺3英寸（8.3）。其總噸位為101,509，是以船體體積而非重量所衡量的指標。
本船採用柴油電力推進系統，由六組柴油發電機組提供全船所需電力，涵蓋推進系統與如空調、照明等生活設施。動力配置包括四具16缸的瓦錫蘭–苏尔寿16ZAV40S型中速柴油引擎與兩具12缸的12ZAV40S引擎。這些發電機為兩具17.6百萬瓦的電動推進馬達供電，後者驅動可調螺距螺旋槳，可使本船達到最高22.5節（41.7每小時；25.9英里每小時）航速，巡航速度則約為20節（37每小時；23英里每小時）。
為提升港口操控能力，嘉年華拂曉號配備六具橫向推進器。嘉年華拂曉號於1999年正式完工並投入營運。

## 服役歷史

### 嘉年華凱旋號時期

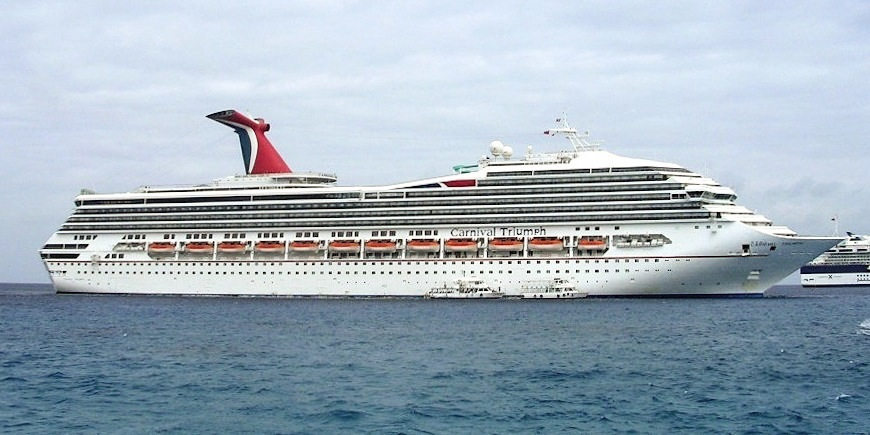
嘉年華凱旋號停泊於大開曼島喬治城，2005年4月20日

嘉年華凱旋號自1999年投入營運後，主要以美國為母港，執行加勒比海地區的定期航程。
2012年3月29日，美國德克薩斯州加爾維斯頓一名聯邦法官下令扣押該船。該命令源自一起總額1,000萬美元的聯邦訴訟，由一名在歌詩達協和號觸礁事故中罹難的德國遊客家屬對嘉年華公司提起，該公司亦為歌詩達郵輪的母公司。法院於命令中表示：「法院認為，對被告於本轄區內之聯合及共有財產，主要為MS嘉年華凱旋號進行扣押，已符合海事索賠規定。」 扣押期間，嘉年華凱旋號被允許卸載乘客與貨物，並可在泊位間移動，但不得離港，直至聽證會結束為止。

### 2013年「糞便郵輪」事件

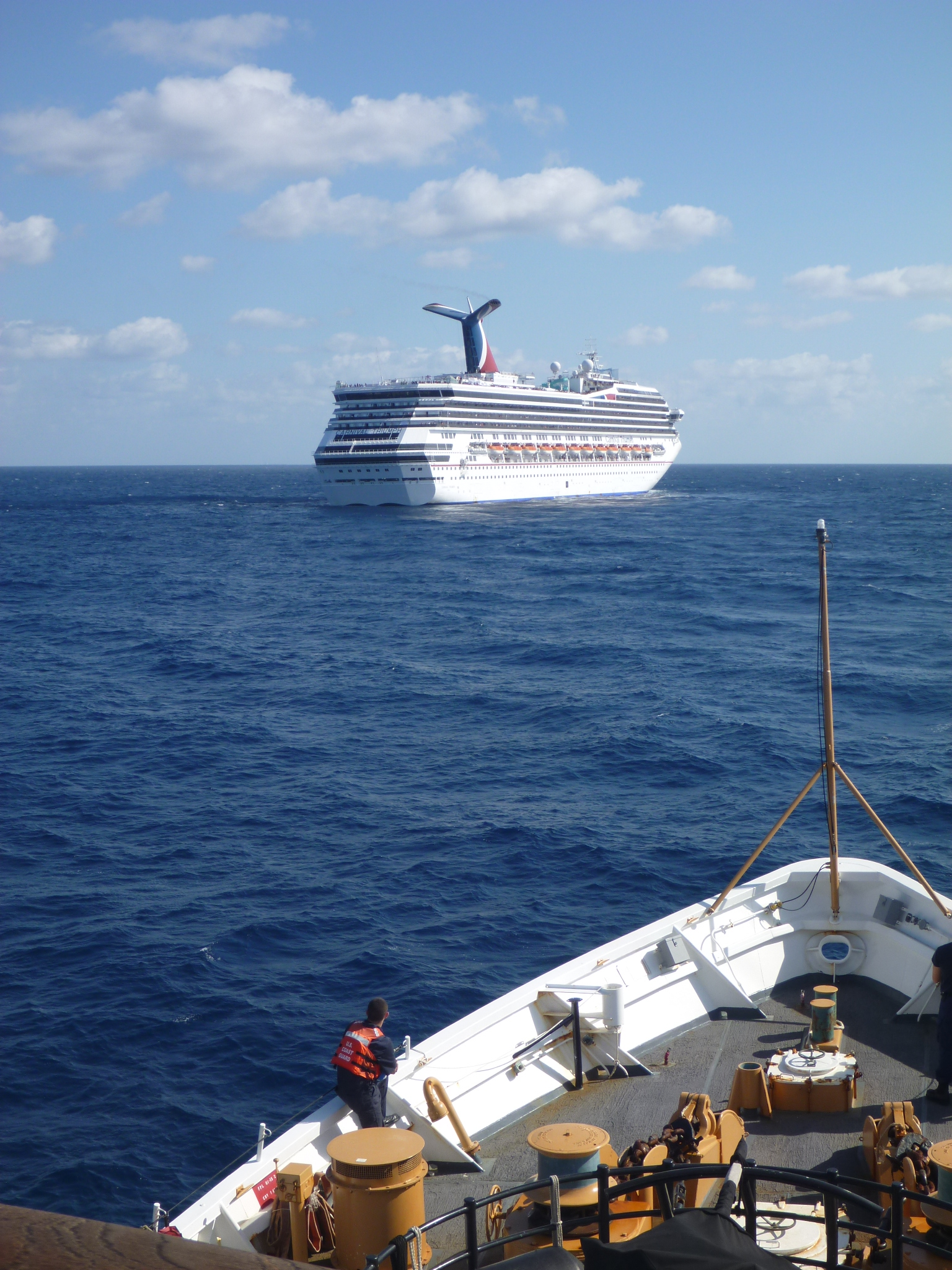
美国海岸警卫队的巡防艦活力號於2013年2月11日在墨西哥灣支援嘉年華凱旋號。

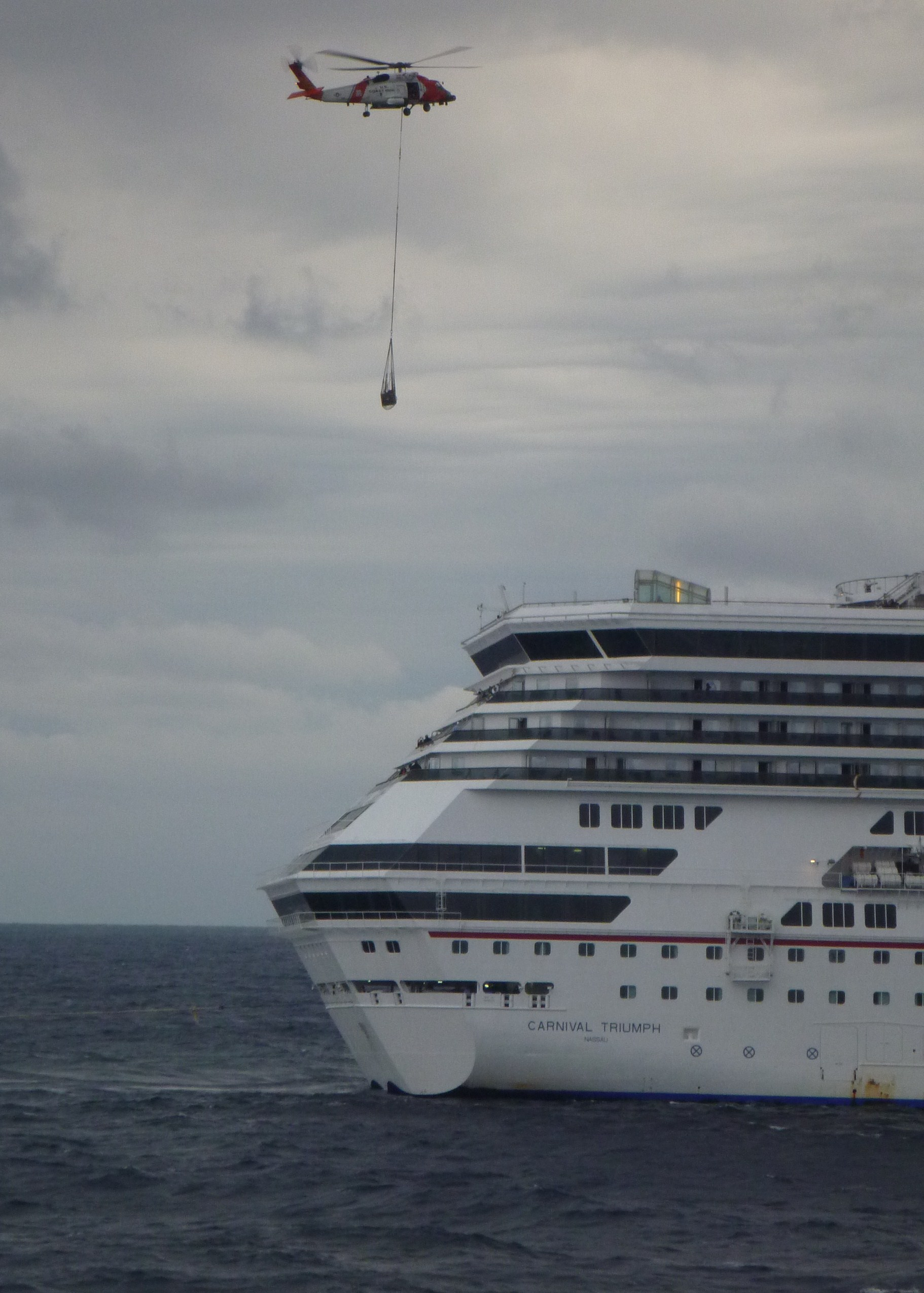
2013年2月13日，海岸防衛隊直升機向嘉年華凱旋號運送約3000 lb的補給，包括發電機與電纜。

2013年2月10日清晨5時30分（北美中部时区），嘉年華凱旋號後方引擎室發生火災。雖然自動滅火系統迅速撲滅火勢，且無人員傷亡，但事故造成船上全面斷電與推進系統失效。未經處理的污水開始倒灌至乘客甲板，導致船上逐漸產生惡劣的衛生條件與環境。媒體因此將本次事故戲稱為「糞便郵輪」（The Poop Cruise）。
該船原定由拖船拖往墨西哥尤卡坦州普羅格雷索，但由於等待大型遠洋拖船期間受洋流推移，最終改變航向，預計停靠美國阿拉巴馬州莫比爾。本事件是嘉年華公司旗下郵輪自1999年以來第四起因引擎室火災導致全船斷電的事故，前三例分別為1999年的海洋之夢號、2010年的嘉年華輝煌號，以及2012年嘉年華子公司船艦歌詩達愛蘭歌娜號。
截至2月11日，緊急發電機恢復了部分基本設施。2月10日晚間，嘉年華歡欣號前往支援，轉運補給物資；嘉年華傳奇號則自坦帕出發，於2月11日下午約3時抵達現場，協助補給食物與飲水，並接送一名需接受腎臟透析治療的病患前往科苏梅尔岛。嘉年華征服號亦於2月11日下午至傍晚，在由紐奧良前往蒙特哥貝途中停靠現場提供補給。
在2013年4月13日以前的所有航程皆遭取消。其後，嘉年華公司宣布啟動艦隊安全檢查的第一階段計畫，包含在旗下所有郵輪上加裝備用發電系統。為騰出時間於嘉年華凱旋號上安裝這些設備，公司再度取消了十個航程，直至同年6月3日為止。2月13日下午，兩艘遠洋拖船開始拖曳嘉年華凱旋號，第三艘拖船預計於當晚抵達。雖然原定在2月14日下午早些時候抵達莫比爾港，但因強風影響而延誤，且途中一條拖纜斷裂，再度導致抵達時間延後。最終，共有四艘拖船參與本次拖帶行動，另有一艘於旁支援待命。該船最終於當日晚間9時20分順利靠港。
事件發生後，巴哈馬海事管理局、美國海岸防衛隊與國家運輸安全委員會（NTSB）展開聯合調查。由於嘉年華凱旋號懸掛巴哈馬旗，調查由巴哈馬方面主導。根據2013年2月18日發表的初步調查報告，起火原因為第六號柴油引擎的可撓式燃油回流管線發生洩漏，燃油滴落於高溫表面後起火。
後續檢查發現，該艘郵輪早在事故發生一年以前便已出現故障與安全隱患。維修紀錄顯示，發生事故的柴油發電機在航程開始前即超過一年未進行定期保養，而在事故前的兩年間，共曾發生九次燃油管線洩漏事件。在2013年引擎室火災發生前兩週，嘉年華凱旋號已出現推進系統故障。1月28日，該船返抵加爾維斯頓母港時延誤五小時，並導致原定當日下午2時30分啟航的下一航程延後至晚間8時出發。由於航速降低，原計劃停靠的科蘇梅爾島也遭取消。
當日船舶靠港後，美國海岸防衛隊位於德克薩斯州德克薩斯城的港口国监督（PSC）單位登船檢查，發現其中一具發電機的高壓接線盒發生短路，造成接線盒內電纜受損，違反《国际海上人命安全公约》（SOLAS）2009年版第一章第11條之規定。海岸防衛隊隨後發布整改命令，要求在2月27日前完成修復，指出：「船舶及其設備應維持良好狀況，確保在各方面符合法規，適於航行，且不危及船舶與船上人員安全。」根據海事安全與執法系統紀錄，該項缺失在2月10日火災與動力喪失事故發生時仍未獲修復。
事後，嘉年華公司宣布將投資3億美元進行艦隊安全升級，以防範潛在火災風險並避免類似事件重演。2013年4月3日，嘉年華凱旋號於阿拉巴馬州莫比爾港口維修期間，因遭遇烈風而掙脫繫纜，並撞上停靠的美國陸軍工程兵團船艦德雷奇·惠勒號（Dredge Wheeler），在艉部水線以上造成約20英尺（6.1米）長的破口並損毀部分護欄，最終在一艘貨輪旁停靠。美國海岸防衛隊與拖船單位迅速展開應對。事故發生時，有兩名工人位於長約65-英尺（20-）的碼頭結構內，其中一人獲救後送醫，另一人失蹤，並於九日後尋獲遺體。此次事件導致郵輪維修工作延後十天，並取消後續兩趟航程。該船最終於2013年6月13日重新投入營運。

### 嘉年華拂曉號時期
2019年，嘉年華凱旋號停靠於西班牙加的斯，進行一項耗資2億美元的大規模整修工程。工程完成後，該船更名為嘉年華拂曉號。
更名儀式於同年5月23日在紐約市舉行，由嘉年華公司董事長米奇·阿里森之女凱莉·阿里森（Kelly Arison）擔任命名人。

## 外部連結
- 官方网站